# Melontræ-slægten
Slægten Melontræ (Carica) er udbredt med få arter i Syd- og Mellemamerika. Her nævnes kun den art, som har økonomisk betydning i Danmark.
| Slægter |

- Melontræ (Carica papaya) – Papaya